# Votsotsa

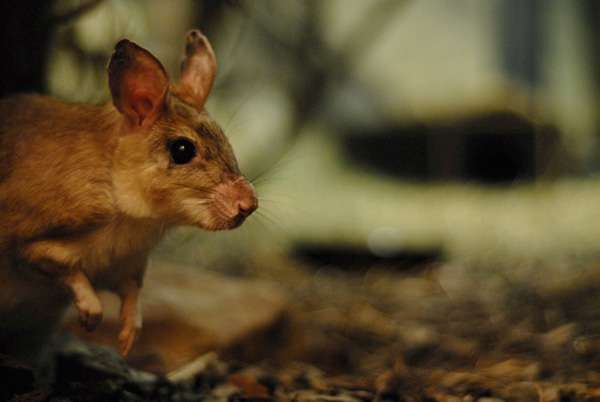
Votsotsa

Das Votsotsa (Hypogeomys antimena), auch bekannt als Madagassische Riesenratte oder Madagaskar-Springratte, ist das größte Nagetier der Insel Madagaskar.
Während andere Arten der Madagaskar-Ratten (Nesomyinae) mäuse- bis rattengroß sind, erreicht das Votsotsa eine Kopfrumpflänge von 30 bis 35 cm, hinzu kommt ein 21 bis 25 cm langer Schwanz. Das Fell ist oberseits graubraun und unterseits weiß. Davon hebt sich der dunkelbraune Schwanz ab. Gekennzeichnet ist das Votsotsa darüber hinaus durch sehr vergrößerte Ohren und Hinterbeine, wodurch es sehr entfernt an ein Wildkaninchen erinnert. Tatsächlich hat es in Madagaskar eine ähnliche ökologische Nische wie das Wildkaninchen besetzt.
Votsotsas haben ein sehr begrenztes Verbreitungsgebiet: Sie leben nur in den küstennahen Regenwäldern mit sandigen Böden. Im gebirgigen Inneren der Insel kommen sie nicht vor. Sie graben ausgedehnte Baue, in denen sie den Tag verbringen. Bei Nacht kommen sie hervor und bewegen sich teils laufend, teils springend vorwärts. Die Nahrung besteht vor allem aus heruntergefallenen Früchten.
Durch Zerstörung der Küstenregenwälder wurde der Lebensraum dieser Art in dramatischer Weise eingeschränkt. Zusammengerechnet umfasst das Gebiet kaum mehr als 1000 km², so dass die IUCN das Votsotsa heute als bedrohte Art einstuft.